# 三野町清水
三野町清水（みのちょうしみず）は、徳島県三好市の町名。郵便番号は771-2301。

## 地理
西は三野町加茂野宮、東は美馬市美馬町、南は吉野川を挟んで三好郡東みよし町、北は香川県まんのう町にそれぞれ接する。

### 河川
- 吉野川
- 中鳥川

### 小字
- 上野
- 北
- 中
- 西の西
- 西の東
- 南

## 歴史
- 2006年（平成18年）3月1日 - 三好郡三野町が池田町・山城町・井川町・東祖谷山村・西祖谷山村と合併して三好市が発足し、現在の町名となる。

## 世帯数と人口
2021年（令和3年）11月30日現在の世帯数と人口は以下の通りである。
| 町丁       | 世帯数  | 人口  |
| ---------- | ------- | ----- |
| 三野町清水 | 201世帯 | 484人 |

## 小・中学校の学区
市立小・中学校に通う場合、学区は以下の通りとなる。
| 番地 | 小学校             | 中学校             |
| ---- | ------------------ | ------------------ |
| 全域 | 三好市立王地小学校 | 三好市立三野中学校 |

## 施設
- 西部健康防災公園
  - 三好市三野健康防災公園
- 山神社
- 荒神社
- 正八幡神社
- 稲荷神社

## 交通

### 鉄道
- 地内に鉄道はなく、最も最寄駅はJR徳島線の江口駅である。

### 道路
高速道路
- 徳島自動車道

都道府県道
- 徳島県道12号鳴門池田線